# Gerbilliscus
Gerbilliscus  is een geslacht van woestijnratten (renmuizen of gerbils). Het omvat een twaalftal soorten, die voorkomen in Sub-Sahara-Afrika.
De wetenschappelijke naam Gerbilliscus werd voor het eerst gepubliceerd door Oldfield Thomas in 1897. Thomas voerde Gerbilliscus in als nieuw ondergeslacht van het geslacht Gerbillus voor de soort Gerbillus boehmi. Later werd Gerbilliscus als ondergeslacht van Tatera beschouwd. Tegenwoordig wordt Gerbilliscus als zelfstandig geslacht beschouwd, met twee ondergeslachten: Gerbilliscus (Gerbilliscus) Thomas, 1897 en Gerbilliscus (Taterona) Wroughton, 1917. Op Gerbilliscus (Gerbilliscus) boehmi na, behoren alle soorten tot het ondergeslacht Taterona. In Tatera blijft enkel de soort Tatera indica over, de Indische naaktzoolrenmuis.

## Soorten
Er worden 18 soorten in dit geslacht geplaatst:
- Ondergeslacht Gerbilliscus
  - Gerbilliscus boehmi
- Ondergeslacht Gerbillurus
  - Gerbilliscus setzeri
  - Gerbilliscus vallinus
- Ondergeslacht Paratatera
  - Gerbilliscus tytonis
- Ondergeslacht Progerbillurus
  - Gerbilliscus paeba – Zuid-Afrikaanse renmuis
- Ondergeslacht Taterona
  - Gerbilliscus afer
  - Gerbilliscus brantsii
  - Gerbilliscus gambianus
  - Gerbilliscus giffardi
  - Gerbilliscus guineae
  - Gerbilliscus inclusus
  - Gerbilliscus kempii
  - Gerbilliscus leucogaster
  - Gerbilliscus nigricaudus
  - Gerbilliscus phillipsi
  - Gerbilliscus robustus
  - Gerbilliscus validus
  - Gerbilliscus vicinus